# Спрингдейл
Спрингдейл (на английски: Springdale) е град в окръг Стивънс, щата Вашингтон, САЩ. Спрингдейл е с население от 283 жители (2000) и обща площ от 2,6 km². Намира се на 627 m надморска височина. ЗИП кодът му е 99173, а телефонният му код е 509.